# 에피메니데스의 역설
에피메니데스의 역설은 다음과 같은 추론에 따라 모순에 봉착한다.
1. 에피메니데스는 '모든 크레타인은 거짓말쟁이'라고 주장했다.
2. 그의 주장이 맞다고 전제한다면, 모든 크레타인은 거짓말쟁이이다.
3. 그런데 에피메니데스는 크레타인이다.
4. 고로 에피메니데스는 거짓말쟁이다.
5. 거짓말쟁이의 말은 거짓말이므로, 에피메니데스의 말은 거짓말이다.
6. 에피메니데스의 말이 거짓말이므로, 어떤 크레타인은 거짓말쟁이가 아니다.

위의 추론에서, 2번 항목과 6번 항목은 서로 모순된 내용을 갖지만, 두 항목 모두 올바른 추론에 따라 나온 결과이다.

## 같이 보기
- 거짓말쟁이의 역설